# Meridià 6 a l'oest
El meridià 6 a l'oest de Greenwich és una línia de longitud que s'estén des del pol Nord travessant l'oceà Àrtic, Europa, l'oceà Atlàntic, Àfrica, l'oceà Antàrtic, i l'Antàrtida fins al pol Sud.
El meridià 6 a l'oest forma un cercle màxim amb el meridià 174 a l'est. Com tots els altres meridians, la seva longitud correspon a una semicircumferència terrestre, uns 20.003,932 km. Al nivell de l'Equador, és a una distància del meridià de Greenwich de 668 km.

## De Pol a Pol
Començant en el pol Nord i dirigint-se cap al pol Sud, aquest meridià travessa:
| Coordenades                           | País, territori o mar | Notes |
| ------------------------------------- | --------------------- | --- |
| 90° 0′ N, 6° 0′ O / 90.000°N,6.000°O  | Oceà Àrtic            | |
| 81° 58′ N, 6° 0′ O / 81.967°N,6.000°O | Oceà Atlàntic         | Passa a l'est de l'illa de Fugloy, Illes Fèroe (a 62° 20′ N, 6° 15′ O / 62.333°N,6.250°O) · Passa a l'est de l'illa de Svínoy, Illes Fèroe (a 62° 17′ N, 6° 17′ O / 62.283°N,6.283°O) · Passa a l'oest de l'illa de North Rona, Escòcia, Regne Unit (a 59° 7′ N, 5° 50′ O / 59.117°N,5.833°O) · Passa a l'est de l'illa de Sula Sgeir, Escòcia, Regne Unit (a 59° 6′ N, 6° 9′ O / 59.100°N,6.150°O) |
| 58° 32′ N, 6° 0′ O / 58.533°N,6.000°O | El Minch              | Passa a l'est de l'Illa de Lewis, Escòcia, Regne Unit (a 58° 15′ N, 6° 8′ O / 58.250°N,6.133°O) |
| 57° 33′ N, 6° 0′ O / 57.550°N,6.000°O | Regne Unit            | Escòcia — illes de South Rona, Raasay, Scalpay, Skye |
| 57° 1′ N, 6° 0′ O / 57.017°N,6.000°O  | Oceà Atlàntic         | Mar de les Hèbrides |
| 56° 46′ N, 6° 0′ O / 56.767°N,6.000°O | Regne Unit            | Escòcia — penínsules d'Ardnamurchan i Morvern, i l'illa de Mull |
| 56° 19′ N, 6° 0′ O / 56.317°N,6.000°O | Oceà Atlàntic         | Firth de Lorn |
| 55° 59′ N, 6° 0′ O / 55.983°N,6.000°O | Regne Unit            | Escòcia — illa de Jura |
| 55° 48′ N, 6° 0′ O / 55.800°N,6.000°O | Oceà Atlàntic         | Estret de Jura — Passa a l'est de l'illa d'Islay, Escòcia, Regne Unit (at 55° 41′ N, 6° 2′ O / 55.683°N,6.033°O) · Canal del Nord — Passa a l'est de l'illa de Rathlin, Irlanda del Nord, Regne Unit (a 55° 18′ N, 6° 10′ O / 55.300°N,6.167°O) |
| 55° 3′ N, 6° 0′ O / 55.050°N,6.000°O  | Regne Unit            | Irlanda del Nord — Passa a l'oest de Belfast (a 54° 36′ N, 5° 56′ O / 54.600°N,5.933°O) |
| 54° 3′ N, 6° 0′ O / 54.050°N,6.000°O  | Mar d'Irlanda         | Passa a l'est de l'illa de Lambay, Irlanda (a 53° 29′ N, 6° 0′ O / 53.483°N,6.000°O) · Passa a l'est del cap de Howth, Irlanda (a 53° 23′ N, 6° 3′ O / 53.383°N,6.050°O vora Dublín) · Passa a l'est del cap de Wicklow, Irlanda (a 52° 58′ N, 6° 0′ O / 52.967°N,6.000°O) |
| 51° 56′ N, 6° 0′ O / 51.933°N,6.000°O | Oceà Atlàntic         | Mar Cèltica — Passa a l'oest de Land's End, Anglaterra, Regne Unit (at 50° 4′ N, 5° 43′ O / 50.067°N,5.717°O) · — Passa a l'est de les Illes Scilly, Anglaterra, Regne Unit (a 49° 57′ N, 6° 16′ O / 49.950°N,6.267°O) · a través d'una part de l'oceà sense nom — des de 46° 42′ N, 6° 0′ O / 46.700°N,6.000°O · i al Golf de Biscaia — des de 45° 59′ N, 6° 0′ O / 45.983°N,6.000°O               |
| 43° 35′ N, 6° 0′ O / 43.583°N,6.000°O | Espanya               | Passa a l'oest de Sevilla (a 37° 23′ N, 5° 59′ O / 37.383°N,5.983°O) |
| 36° 11′ N, 6° 0′ O / 36.183°N,6.000°O | Oceà Atlàntic         | |
| 35° 34′ N, 6° 0′ O / 35.567°N,6.000°O | Marroc                | |
| 29° 45′ N, 6° 0′ O / 29.750°N,6.000°O | Algèria               | |
| 25° 44′ N, 6° 0′ O / 25.733°N,6.000°O | Mauritània            | |
| 25° 0′ N, 6° 0′ O / 25.000°N,6.000°O  | Mali                  | |
| 20° 5′ N, 6° 0′ O / 20.083°N,6.000°O  | Mauritània            | |
| 15° 30′ N, 6° 0′ O / 15.500°N,6.000°O | Mali                  | |
| 10° 13′ N, 6° 0′ O / 10.217°N,6.000°O | Costa d'Ivori         | |
| 4° 58′ N, 6° 0′ O / 4.967°N,6.000°O   | Oceà Atlàntic         | Passa a l'oest de l'illa de Santa Helena, Ascensió i Tristan da Cunha (a 15° 59′ S, 5° 47′ O / 15.983°S,5.783°O) |
| 60° 0′ S, 6° 0′ O / 60.000°S,6.000°O  | Oceà Antàrtic         | |
| 70° 24′ S, 6° 0′ O / 70.400°S,6.000°O | Antàrtida             | Terra de la Reina Maud — reclamada per Noruega |